# Makedonien (område)
 For alternative betydninger, se Makedonien (flertydig). (Se også artikler, som begynder med Makedonien)
Makedonien (græsk: Μακεδονία, makedonsk: Македонија, bulgarsk: Македония) er en geografisk og historisk region på Balkan-halvøen i Sydøst-Europa, med et areal på 67.000 km² og et befolkningstal på næsten 4,9 millioner.[kilde mangler]

## Historie
Oldtidens Makedonien havde en Illyrisk-thrakisk befolkning og befalingsleder af en lille græsk hersker klasse. Oldtidens Makedonien havde sin storhedstid i den 4. århundrede f.kr. under Filip den 2. og hans søn Alexander den Store.[kilde mangler]

## Geografi
Regionen er opdelt i tre områder:
- Makedonien – en geografisk region i Grækenland
  - 34.231 km²; ca. 2.625.681 indbyggere (omtrent halvdelen af området og indbyggertallet)
- Den Tidligere Jugoslaviske Republik Makedonien (Republika Makedonija)
  - 25.333 km²; ca. 2.050.000 indbyggere
- Pirinske Makedonien – region i Bulgarien
  - 6.450 km²; ca. 340.000 indbyggere

## Makedonien i oldtiden
For en grundig gennemgang af Makedoniens oldtidshistorie, se Alexander den Store.
41°19′45″N 22°30′31″Ø / 41.32925475°N 22.50862108°Ø